# Le Moyne (Québec)
Pour les articles homonymes, voir Le Moyne.
Le Moyne est un secteur de la ville de Longueuil correspondant à celui de l'ancienne ville de LeMoyne(d), en Montérégie, au Québec (Canada). Avant 2001, le secteur constitue une ville indépendante connue sous le vocable de Ville LeMoyne, orthographié en un seul mot. Le gentilé des habitants est « Le Moynois ».

## Géographie
Le Moyne est aujourd'hui un secteur de l'arrondissement Le Vieux-Longueuil de la ville de Longueuil, dans la région administrative de la Montérégie, au Québec. Il correspond exactement aux limites de la ville de LeMoyne, telle qu'elle était constituée avant sa fusion avec Longueuil le 1er janvier 2002. Il est aujourd'hui situé à l'extrême sud-ouest du territoire de l'arrondissement.
Le territoire de Le Moyne est de la forme d'un croissant, dont les limites nord et est sont le boulevard Taschereau, la limite sud est la rue King-Edward et l'avenue Victoria et la limite ouest est la rue Industrielle, la rue Saint-Georges, le chemin Tiffin et l'axe du parc linéaire Desaulniers. Les deux moitiés du croissant sont séparées par le chemin de fer du Canadien National (CN), lequel est franchi uniquement par la rue Saint-Georges et le boulevard Taschereau. La moitié nord est issue de l'ancienne paroisse de Saint-Josaphat, alors que la moitié sud de l'ancienne paroisse de Saint-Maxime.

## Histoire
L'histoire de LeMoyne commence en 1657 lorsque Charles Le Moyne reçoit une concession d'une superficie de 50 arpents par cent. Le secteur qui sera plus tard appelé LeMoyne demeure essentiellement agricole jusqu'au début du 20e siècle. Officiellement, la ville est fondée en 1949 à la suite d'une fusion des anciennes paroisses de Saint-Maxime et Saint-Josaphat, séparées par le chemin de fer du CN et qui font jusqu'alors partie de la ville de Jacques-Cartier. Des résidences où vivent des familles nombreuses et de nombreux petits commerces caractérisent le secteur jusqu'au début des années 1960. Michel Pratt, historien local, écrit que le nom de la ville fut choisi par Redmond Roche, député de l'Union nationale. Elle faisait partie de la municipalité régionale de comté de Champlain.
Le développement de LeMoyne est largement tributaire de la présence de voies de communication d'importance partout aux alentours et à travers son petit territoire, que ce soit le chemin de fer du CN, le boulevard Taschereau qui constitue sa limite naturelle, la rue Saint-Georges et le chemin Tiffin, un axe sollicité depuis l'époque de la Nouvelle-France, ou encore la rue Saint-Louis (boulevard Sir-Wilfrid-Laurier) qui permet d'accéder à Montréal par le pont Victoria.
Contrairement à l'ensemble des autres villes de la Rive-Sud de Montréal, LeMoyne ne bénéficie pas de l'explosion démographique des années 1970. Un grand nombre des enfants des familles nombreuses lemoynoises quittent la ville, entraînant même une diminution importante de sa population. Déjà à cette époque, son territoire est entièrement développé, ne permettant pas aisément une croissance de la population.
En 2001, alors que sa population était de 4 885 habitants, elle est la plus petite des sept villes à être fusionnée à Longueuil, avec seulement un kilomètre carré de superficie,. Aucun mouvement ne conteste la fusion. Originellement inclus dans l'arrondissement de Saint-Lambert/LeMoyne, le territoire de LeMoyne est ensuite rattaché à l'arrondissement Le Vieux-Longueuil lorsqu'est reconstituée la ville de Saint-Lambert en 2006. Les citoyens de LeMoyne sont d'ailleurs invités à se prononcer via un référendum afin de décider dans quel arrondissement le territoire serait inclus. Un total de 63 % des répondants choisissent Le Vieux-Longueuil, 32 % choisissent Greenfield Park et 5 % choisissent Saint-Hubert. À ce moment, le secteur prend alors l'appellation Le Moyne qui a été préférée à celle de LeMoyne parce qu'elle respecte la graphie du nom de la personne honorée (Charles Le Moyne).
La devise de l'ancienne ville était Droit et Loyal. Après la fusion, le secteur adopte la devise de la ville de Longueuil, soit Longueuil, j'y crois.

## Population
Le tableau suivant présente l'évolution de la population de LeMoyne, telle qu'évaluée selon les recensements du Canada.
| Année | Population, |
| ----- | ----------- |
| 1951  | 4 078       |
| 1961  | 8 057       |
| 1971  | 8 184       |
| 1981  | 6 137       |
| 1991  | 5 360       |
| 2001  | 4 855       |

## Politique et administration
Le tableau suivant présente les différentes personnes qui ont occupé la fonction de maire de la ville de LeMoyne.
| Période | Période | Identité          | Étiquette | Qualité |
| ------- | ------- | ----------------- | --------- | ------- |
| 1949    | 1952    | Henri Sicotte     |           |         |
| 1952    | 1954    | Albert Bélanger   |           |         |
| 1954    | 1967    | Jean Bariteau     |           |         |
| 1967    | 1977    | André Charpentier |           |         |
| 1977    | 1981    | Michel Sicotte    |           |         |
| 1981    | 1993    | Louise Gravel     |           |         |
| 1993    | 2001    | Guy Talbot        |           |         |

## Culture, vie communautaire et éducation
La paroisse catholique de Saint-Josaphat, se situe sur la rue de l'Église, compte 1720 âmes. L'église Saint-Maxime, érigée en 1918, se trouve sur la rue Charron. L'hôtel de ville, inauguré en 1967, est situé sur la rue St-Georges.
L'école primaire Lajeunesse, se situe 160 rue René-Philippe, dans la paroisse Saint-Maxime. L'école primaire Sainte-Agnès dans la paroisse de Saint-Josaphat fut fermée et vendue.